# 擲賽遊戲
擲賽遊戲（Race game），歷史最早可追溯到古埃及的塞尼特、盤蛇圖、蘇美的烏爾王族局戲，指用骰子、陀螺、長斫、貝殼等擲具隨機決定棋子沿棋盤路徑的前進步數，以抵達終點為勝利的版圖游戏。此英文詞名與定義由羅伯特·查爾斯·貝爾所創。中文詞出自明朝姑蘇報國寺沙門性祇著《佛說目連五百問經略解》「乃至彈棊六博擲賽等事」。

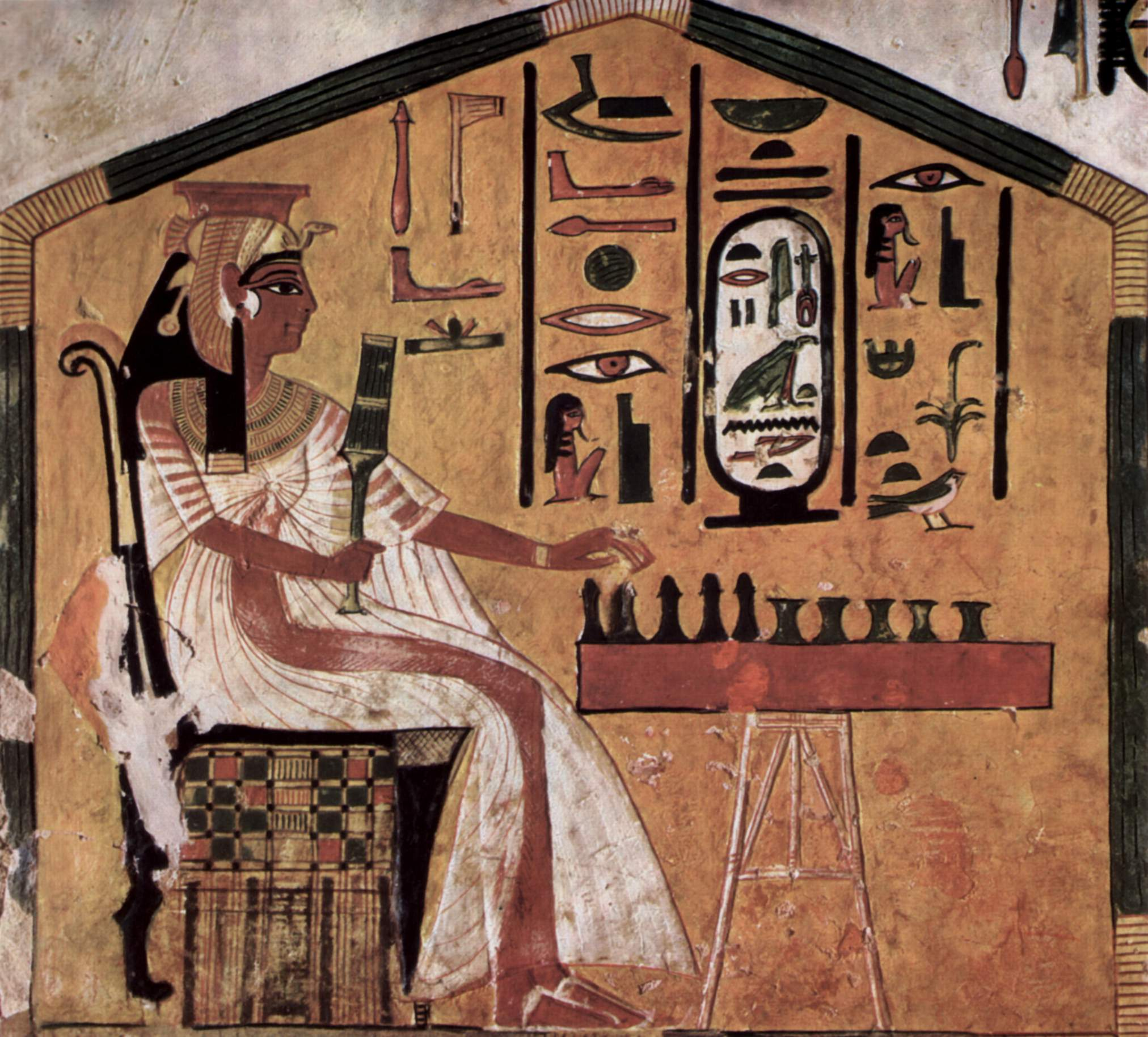
妮菲塔莉墳墓的古畫，妮菲塔莉在玩塞尼特。

許多擲賽遊戲的行棋路徑以逆時鐘方向由外往內。有些不能吃子，如中國的陞官圖、香港的康樂棋、歐洲的賽鵝圖。有些到敵棋處時條件符合就可將敵棋去除、或是被敵棋阻塞，如五條盤碁、七條盤碁、八條盤碁、六博、格五、西藏雙六、樗蒲、打馬、北周象戲。
世紀上許多傳統遊戲棋盤普遍採用圓圈或交叉十字的擲賽遊戲，稱為十字戲類遊戲。